# Jherson Córdoba
Jherson Enrique Córdoba Ospina (Apartadó, Antioquía, Colombia, 9 de febrero de 1988) es un futbolista colombiano. Juega de mediocampista.

## Trayectoria

### La Equidad
Se formó en un comienzo en la escuela de fútbol del entrenador Alexis García quien al asumir la banca de La Equidad lo lleva gracias a un convenio a ese equipo que en ese entonces se encontraba en la Primera B donde comienza con su carrera como futbolista profesional. En La Equidad logró un histórico ascenso a la división mayor del fútbol colombiano durante su primer año en el club para luego conseguir un vicecampeonato al año siguiente. 
En el 2008 lográ su segundo título en La Equidad al ganar la Copa Colombia 2008 lo que le permitió clasificar a la Copa Sudamericana 2009 donde su equipo se enfrentó a la Unión Española de Chile perdiendo la llave, ese mismo año recibió una oferta del Steaua Bucarest de Rumania la cual fue desechada por su club. En el 2010 nuevamente recibe una oferta para emigrar, esta vez negoció su traspaso al club Amkar Perm de la Liga Premier de Rusia. Sin embargo, las negociaciones no acabaron con feliz término y el jugador se quedó en Colombia con La Equidad.
Más adelante, en medio de la disputa de los cuadrangulares semifinales en el Torneo Finalización 2010, el jugador renuncia a La Equidad para buscar nuevos horizontes.
En febrero de 2011 encuentra club, ficha por el Santiago Wanderers de Valparaíso pero nuevamente saldrían problemas ya que su antiguo club, La Equidad, coloco trabas a la transferencia de su pase teniendo que regresar a Colombia, por lo que el traspaso no se dio.

### Envigado y Rafaela
Finalmente, en marzo, logra fichar con el Envigado donde juega seis meses antes de concretarse su traspaso a Argentina donde jugará con el Atlético de Rafaela.

### Atlético Nacional
A final del año es confirmado como nueva contratación del Atlético Nacional en Colombia para la temporada 2012.

### Sport Boys
Su primer gol con el Sport Boys lo marca el 27 de abril de 2017 en la derrita de su club 1-3 frente a Godoy Cruz por la Copa Libertadores 2017 aunque saldría expulsado.

## Selección nacional
Ha sido internacional con la Selección Colombiana siendo su primera nominación un partido amistoso frente a México en Dallas, Estados Unidos, donde su equipo ganó por dos goles contra uno pero no llegó a jugar. Luego fue convocado para jugar contra Chile y Paraguay en las últimas fechas de las eliminatorias para el mundial de Sudáfrica 2010, debutando ante Paraguay donde su equipo ganó por dos goles a cero pero no logró clasificarse al mundial. Hasta el momento estas han sido sus únicas participaciones por la selección de su país.

### Participaciones enEliminatorias al Mundial
| Eliminatoria                            | Sede del Mundial | Posición      | Resultado | PJ | GA | Asis |
| --------------------------------------- | ---------------- | ------------- | --------- | -- | -- | ---- |
| Eliminatorias Mundial de Sudáfrica 2010 | Sudáfrica        | 7°lugar 23pts | Eliminado | 1  | 0  | 0    |

## Clubes
| Club                   | País                | Año                 | Partidos | Goles |
| ---------------------- | ------------------- | ------------------- | -------- | ----- |
| La Equidad             | Colombia            | 2006-2010           | 187      | 10    |
| Envigado               | Colombia            | 2011                | 13       | 1     |
| Atlético de Rafaela    | Argentina           | 2011                | 8        | 0     |
| Atlético Nacional      | Colombia            | 2012                | 56       | 3     |
| San Luis               | México              | 2013                | 10       | 0     |
| Junior                 | Colombia            | 2013-2014           | 7        | 1     |
| Independiente Medellín | Colombia            | 2014-2015           | 70       | 1     |
| Alianza Petrolera      | Colombia            | 2015-2016           | 27       | 2     |
| Sport Boys             | Bolivia             | 2016 - 2017         | 28       | 1     |
| Leones                 | Colombia            | 2018                | 17       | 0     |
| Total en su carrera    | Total en su carrera | Total en su carrera | 423      | 19    |

## Palmarés

### Campeonatos nacionales
| Título                | Club              | País     | Año  |
| --------------------- | ----------------- | -------- | ---- |
| Primera B             | La Equidad        | Colombia | 2006 |
| Copa Colombia         | La Equidad        | Colombia | 2008 |
| Superliga de Colombia | Atlético Nacional | Colombia | 2012 |
| Copa Colombia         | Atlético Nacional | Colombia | 2012 |